# Bengt-Göran Sköld
Bengt-Göran Sköld, född 10 maj 1936 i Örgryte socken, Göteborg, är en svensk organist och postmodernistisk tonsättare. Han är mest betydande och känd för sin stora produktion av kyrkomusik (kör- och orgelmusik) men har också gjort sig känd i Sverige som en framstående konsertorganist och har tjänstgjort i bland annat Franska reformerta kyrkan i Stockholm samt Sankt Olai kyrka i Norrköping. Sköld uppmärksammades sommaren 2009 då han av Stim röstades fram som den mest spelade kompositören i Östergötlands län mellan åren 2005 och 2007.

## Orkesterverk
- "The way back" för orkester
- "Capriccio" för orkester
- Konsert för violin och stråkorkester
- Konsert för Piano fyra händer och orkester
- Konsertfantasi för trombone och orkester
- Konsert för horn och orkester
- Konsertuvertyr för orkester
- Symfoni nr 1 för orkester
- Symfoni nr 2 "Divertimento" för orkester

## Kör- och sångverk med piano, orgel eller orkester
- Juloratorium för kör, barnkör, solister och orkester
- Mässa 1, "Missa Nova", för kör och popgrupp
- Mässa 2 för kör, solister, orgel och trumpeter
- Mässa 3 för 6-stämmig diskantkör
- "Du är större än mitt hjärta" för kör, sopransolo, orgel, trumpeter och pukor
- "Se vi går upp till Jerusalem" för kör och orkester
- "Triptyk" för altsolo och orkester
- "Så skön går morgonstjärnan opp" för diskantkör, klarinett och orgel
- "När vintermörkret kring oss står" för blandad kör
- "O Vilka stora gåvor" för diskantkör
- "Hur länge skall du förgäta mig" för diskantkör
- "Cantate domino" för blandad kör
- "Sanctus" för diskantkör
- "Vinden ser vi inte" för diskantkör och piano
- "Walk in the light" för diskantkör
- "Den som sörjer" för diskantkör och piano
- "Kanske det är natt hos dig" för diskantkör
- "I will alway give thanks" för diskantkör
- "You lord who choose to share" för diskantkör och piano

## Verk för orgel
- Mässa för orgel
- Svit för flöjt och orgel
- Svit för vibrafon och orgel
- Fantasier mot C för orgel
- "La Chaconne" för orgel
- Preludium & fuga över en svensk folksång
- Concerto rondo ("Fågelsång") för orgel och blockflöjter
- Rondo
- Meditation
- Gud för dig är allting klart
- Piece d'orgue
- Elegi
- Fastekoraler[2]

1. Du som i alltets mitt har ställt
2. Se, vi går upp till Jerusalem
3. Den kärlek du till världen bar
4. Guds rena Lamm, oskyldig
5. Jag ser dig fängslad
6. Du bar ditt kors
7. När över Kidrons bäck du går
8. Så är fullkomnat, Jesus kär
9. Min själ, du måste nu glömma
10. Jesus, djupa såren dina

## Kammarmusik
- Svit för brassensemble
- Saxofonkvartett
- Svit för trombone och tuba
- "Scherzo" för två altsaxofoner och klarinett
- "Sancta Maria" för klarinett och mezzosopran
- Pantomin för piano
- "Duo fresco" för fyrhändigt piano
- "Phantasia Opacita" för piano
- "Canto" för violoncell och piano
- Romans för viola och orgel (2014)